# Biggin Hill
Biggin Hill is een wijk in het Engelse bestuurlijke gebied London Borough of Bromley, in het zuidoosten van de regio Groot-Londen.
Biggin Hill is bekend van het RAF-vliegveld uit de Tweede Wereldoorlog, waar Spitfire en Hawker Hurricane gevechtsvliegtuigen gestationeerd waren. Het vliegveld is nu een burgervliegveld: London Biggin Hill Airport.